# Innsbruck
Innsbruck [ínsbruk] (zastarelo slovensko: Inomost ali Inšpruk) je glavno mesto avstrijske zvezne dežele Tirolske (nem. Tirol) ob reki Inn. Innsbruck ima okoli 132.000 prebivalcev in je peto največje mesto v Avstriji, mesto s posebnim statutom (statutarno mesto oz. mesto s statusom okraja) ter največje mesto na zgodovinskem ozemlju Tirolske, ki vključuje zudi italijansko Južno Tirolsko s Tridentinskim.  
Že od leta 1669 je tudi univerzitetno mesto z Univerzo Leopolda-Franca.
Innsbruck je znano zimskošportno središče. Mesto je dvakrat gostilo zimske olimpijske igre, prvič leta 1964 in drugič leta 1976, ko je zamenjalo Denver, ki je zaradi volivcev odstopilo od iger. Bergiselschanze je eno izmed prizorišč prestižne turneje štirih skakalnic. Prometno je (z avtocesto in železnico) najbolje povezan z Nemčijo na severu in z Italijo oz. Južno Tirolsko na jugu (preko Prelaza Brenner).
Od 1964 je tudi sedež rimskokatoliške Škofije Innsbruck, ustanovljene na ozemlju nekdanje apostolske administrature, ki je obsegala avstrijsko ozemlje Brixenske škofije, ko je ta po 1. svetovni vojni prišla pod Italijo; iz nje se je 1968 izločila škofija Felkirch (za Predarlsko).
V mestu vozi trolejbus.